# Mara (Luganersee)
Die Mara ist ein 9,4 Kilometer langer Zufluss des Lago di Lugano im Schweizer Kanton Tessin und in der italienischen Provinz Como in der Lombardei. Sie durchfliesst das Valle Mara und entwässert dabei ein Gebiet von 14,6 Quadratkilometer. Nach Gewittern und Regen kann der Pegel des Wildbaches schnell ansteigen.

## Verlauf
Die Mara entspringt am Sighignola direkt an der Staatsgrenze nahe Lanzo d’Intelvi. Sie fliesst zuerst ostwärts, um nur wenig später einen Bogen Richtung Südwesten zu machen. Sie durchfliesst nun eine enge, dicht bewaldete Schlucht, überquert die Staatsgrenze und tangiert das Dörfchen Arogno. Oberhalb von Maroggia öffnet sich die Schlucht wieder und die Mara mündet, nachdem sie das Dorfzentrum von Maroggia durchflossen hat, in den Luganersee.